# Матч СРСР — США з легкої атлетики 1982
Матч СРСР — США з легкої атлетики 1982 був проведений 2-3 липня в Індіанаполісі на стадіоні Університету Індіани.
Матчева зустріч американських та радянських багатоборців проводилася окремо, 17-18 липня, в американській Санта-Барбарі.

## Результати

### Чоловіки
| Місце | Атлет              | Результат |
| ----- | ------------------ | --------- |
| 1     | Карл Льюїс         | 10,09     |
| 2     | Келвін Сміт        | 10,10     |
| 3     | Олександр Євгеньєв | 10,43     |
| 4     | Олександр Аксинін  | 10,55     |

| Місце | Атлет              | Результат |
| ----- | ------------------ | --------- |
| 1     | Джеймс Батлер      | 20,29w    |
| 2     | Володимир Муравйов | 20,37w    |
| 3     | Сергій Соколов     | 20,48w    |
| 4     | Террон Райт        | 20,54w    |

| Місце | Атлет            | Результат |
| ----- | ---------------- | --------- |
| 1     | Даррелл Робінсон | 45,36     |
| 2     | Павло Коновалов  | 45,45     |
| 3     | Павло Рощин      | 46,07     |
| —     | Тоні Дарден      | DQ        |

| Місце | Атлет             | Результат |
| ----- | ----------------- | --------- |
| 1     | Джек Макінтош     | 1.47,53   |
| 2     | Анатолій Решетняк | 1.47,71   |
| 3     | Фанір Вахітов     | 1.48,15   |
| 4     | Джеймс Мейс       | 1.48,22   |

| Місце | Атлет                | Результат |
| ----- | -------------------- | --------- |
| 1     | Сідней Марі          | 3.49,83   |
| 2     | Віталій Тищенко      | 3.50,92   |
| 3     | Річі Гарріс          | 3.51,10   |
| 4     | Володимир Малоземлін | 3.51,54   |

| Місце | Атлет              | Результат |
| ----- | ------------------ | --------- |
| 1     | Даг Паділья        | 13.33,30  |
| 2     | Віктор Чумаков     | 13.33,34  |
| 3     | Олександр Федоткін | 13.36,91  |
| 4     | Стів Ортіс         | 13.38,31  |

| Місце | Атлет                | Результат |
| ----- | -------------------- | --------- |
| 1     | Тоомас Турб          | 28.56,27  |
| 2     | Ромуальдас Саусайтіс | 28.58,47  |
| 3     | Роберт Годж          | 29.06,47  |
| 4     | Пол Горман           | 29.12,91  |

| Місце | Атлет            | Результат |
| ----- | ---------------- | --------- |
| 1     | Олександр Пучков | 13,76     |
| 2     | Георгій Шабанов  | 13,87     |
| 3     | Родні Вілсон     | 14,00     |
| 4     | Джон Джонсон     | 14,07     |

| Місце | Атлет            | Результат |
| ----- | ---------------- | --------- |
| 1     | Андре Філліпс    | 49,13     |
| 2     | Василь Архипенко | 50,25     |
| 3     | Олександр Яцевич | 50,93     |
| —     | Берні Голловей   | DNS       |

| Місце | Атлет               | Результат |
| ----- | ------------------- | --------- |
| 1     | Генрі Марш          | 8.39,53   |
| 2     | Олександр Воробей   | 8.41,43   |
| 3     | Олександр Загоруйко | 8.42,91   |
| 4     | Рікі Піттман        | 8.47,03   |

| Місце | Команда                                                                    | Результат |
| ----- | -------------------------------------------------------------------------- | --------- |
| 1     | СШАТеррон Райт Майк Міллер Дарвін Кук Келвін Сміт                          | 38,54     |
| 2     | СРСРОлександр Євгеньєв Сергій Соколов Олександр Аксинін Володимир Муравйов | 38,56     |

| Місце | Команда                                                          | Результат |
| ----- | ---------------------------------------------------------------- | --------- |
| 1     | СРСРВіталій Федотов Павло Рощин Володимир Просін Павло Коновалов | 3.07,53   |
| —     | СШАЮджин Сандерс Еліот Теброн Сандер Нікс Кліфф Вайлі            | DNF       |

| Місце | Атлет          | Результат |
| ----- | -------------- | --------- |
| 1     | Євген Євсюков  | 1:26.42   |
| 2     | Джим Хейрінг   | 1:27.05   |
| 3     | Микола Матвеєв | 1:29.29   |
| 4     | Рей Шарп       | 1:37.02   |

| Місце | Атлет            | Результат |
| ----- | ---------------- | --------- |
| 1     | Олексій Дем'янюк | 2,25      |
| 2     | Валерій Середа   | 2,25      |
| 3     | Двайт Стоунз     | 2,22      |
| 4     | Нат Пейдж        | 2,16      |

| Місце | Атлет             | Результат |
| ----- | ----------------- | --------- |
| 1     | Біллі Олсон       | 5,57      |
| 2     | Віктор Спасов     | 5,52      |
| п/к   | Володимир Поляков | 5,52      |
| 3     | Костянтин Волков  | 5,27      |
| —     | Дейв Вольц        | NM        |

| Місце | Атлет          | Результат |
| ----- | -------------- | --------- |
| п/к   | Джейсон Граймс | 8,51w     |
| 1     | Шаміль Аббясов | 8,41w     |
| 2     | Веріл Світцер  | 7,90      |
| 3     | Майк Конлі     | 7,80      |
| 4     | Юрій Самарін   | 7,65      |

| Місце | Атлет                | Результат |
| ----- | -------------------- | --------- |
| 1     | Геннадій Валюкевич   | 17,00     |
| 2     | Санья Оволабі        | 16,96     |
| 3     | Олександр Бескровний | 16,69     |
| 4     | Пол Джордан          | 16,46     |

| Місце | Атлет              | Результат |
| ----- | ------------------ | --------- |
| 1     | Дейв Лаут          | 21,78     |
| 2     | Яніс Боярс         | 20,82     |
| 3     | Кевін Акінс        | 20,76     |
| 4     | Володимир Кисельов | 20,40     |

| Місце | Атлет                | Результат |
| ----- | -------------------- | --------- |
| 1     | Георгій Колноотченко | 69,44 NR  |
| 2     | Арт Бернс            | 68,08     |
| 3     | Джон Павелл          | 67,16     |
| 4     | Дмитро Ковцун        | 65,60     |

| Місце | Атлет           | Результат |
| ----- | --------------- | --------- |
| 1     | Юрій Сєдих      | 80,46     |
| 2     | Сергій Литвинов | 79,32     |
| 3     | Дейв Маккензі   | 73,46     |
| 4     | Ед Берк         | 71,30     |

| Місце | Атлет         | Результат |
| ----- | ------------- | --------- |
| 1     | Дайніс Кула   | 88,40     |
| 2     | Том Петранофф | 86,88     |
| 3     | Хейно Пуусте  | 84,56     |
| 4     | Род Еваліко   | 80,22     |

### Жінки
| Місце | Атлетка           | Результат |
| ----- | ----------------- | --------- |
| 1     | Евелін Ешфорд     | 11,18     |
| 2     | Флоренс Гріффіт   | 11,35     |
| 3     | Ольга Насонова    | 11,47     |
| 4     | Ольга Золотарьова | 11,60     |

| Місце | Атлетка            | Результат |
| ----- | ------------------ | --------- |
| 1     | Флоренс Гріффіт    | 22,23w    |
| 2     | Ірина Ольховникова | 22,84w    |
| 3     | Ренді Гівенс       | 22,97w    |
| 4     | Олена Кельчевська  | 23,17w    |

| Місце | Атлетка         | Результат |
| ----- | --------------- | --------- |
| 1     | Олена Корбан    | 50,78     |
| 2     | Ірина Баскакова | 51,07     |
| 3     | Розалін Браянт  | 51,33     |
| 4     | Арліз Емерсон   | 51,79     |

| Місце | Атлетка                   | Результат |
| ----- | ------------------------- | --------- |
| 1     | Равіля Аглетдінова        | 2.00,50   |
| 2     | Деліза Волтон             | 2.02,51   |
| 3     | Сью Еддісон               | 2.02,60   |
| 4     | Ольга Монахова-Артамонова | 2.07,42   |

| Місце | Атлетка           | Результат |
| ----- | ----------------- | --------- |
| 1     | Світлана Гуськова | 4.03,36   |
| 2     | Ліенн Воррен      | 4.05,88   |
| 3     | Сінді Бремсер     | 4.10,98   |
| —     | Надія Ралдугіна   | DQ        |

| Місце | Атлетка           | Результат |
| ----- | ----------------- | --------- |
| 1     | Тетяна Позднякова | 8.44,50   |
| 2     | Ніна Япеєва       | 8.47,52   |
| 3     | Дженіс Меррілл    | 8.47,95   |
| 4     | Френсі Лар'є      | 8.52,03   |

| Місце | Атлетка             | Результат |
| ----- | ------------------- | --------- |
| 1     | Марія Кеменчежі     | 12,99     |
| 2     | Стефані Гайтауер    | 13,06     |
| 3     | Тетяна Анісімова    | 13,07     |
| 4     | Беніта Фітцджеральд | 13,11     |

| Місце | Атлетка          | Результат |
| ----- | ---------------- | --------- |
| 1     | Анна Костецька   | 55,87     |
| 2     | Олена Філіпішина | 56,14     |
| 3     | Таммі Етьєн      | 56,56     |
| 4     | Тоня Браун       | 58,86     |

| Місце | Команда                                                                   | Результат |
| ----- | ------------------------------------------------------------------------- | --------- |
| 1     | СШАЕліс Браун Флоренс Гріффіт Ренді Гівенс Даян Вільямс                   | 42,47 NR  |
| 2     | СРСРОльга Золотарьова Ірина Ольховникова Олена Кельчевська Ольга Насонова | 43,17     |

| Місце | Команда                                                                   | Результат |
| ----- | ------------------------------------------------------------------------- | --------- |
| 1     | СРСРІрина Баскакова Людмила Борисова-Ашихміна Людмила Бєлова Олена Корбан | 3.25,50   |
| 2     | СШААрліз Емерсон Лашон Недд Істер Гебріел Розалін Браянт                  | 3.28,07   |

| Місце | Атлетка           | Результат |
| ----- | ----------------- | --------- |
| 1     | Колін Соммер      | 1,90      |
| 2     | Валентина Палуйко | 1,87      |
| 3     | Філліс Бланстон   | 1,84      |
| 4     | Жанна Некрасова   | 1,84      |

| Місце | Атлетка         | Результат |
| ----- | --------------- | --------- |
| 1     | Керол Льюїс     | 6,61      |
| 2     | Тетяна Скачко   | 6,48      |
| 3     | Світлана Зорина | 6,44      |
| 4     | Кеті Мак-Міллан | 6,36      |

| Місце | Атлетка           | Результат |
| ----- | ----------------- | --------- |
| 1     | Наталія Лісовська | 19,26     |
| 2     | Нуну Абашидзе     | 18,69     |
| 3     | Лорна Гріффін     | 16,16     |
| 4     | Деніз Вуд         | 15,66     |

| Місце | Атлетка          | Результат |
| ----- | ---------------- | --------- |
| 1     | Галина Савінкова | 69,34     |
| 2     | Галина Мурашова  | 64,46     |
| 3     | Лорна Гріффін    | 57,68     |
| 4     | Кеті Пікнелл     | 51,06     |

| Місце | Атлетка           | Результат |
| ----- | ----------------- | --------- |
| 1     | Сандра Лейшкалне  | 61,41     |
| 2     | Леоліта Блоднієце | 60,08     |
| 3     | Лінда Г'юз        | 58,72     |
| 4     | Саллі Гармон      | 56,48     |

## Матч з багатоборств
Матч СРСР — США з легкоатлетичних багатоборств 1982 був проведений 17-18 липня в американській Санта-Барбарі.
Ці змагання стали останньою в історії матчевою зустріччю радянських та американських семиборок.

### Результати
| Місце | Атлет             | Результат |
| ----- | ----------------- | --------- |
| 1     | Костянтин Ахапкін | 8234      |
| 2     | Джон Кріст        | 8129      |
| 3     | Тину Каукіс       | 8104      |
| 4     | Віктор Грузенкін  | 8085      |
| 5     | Валерій Качанов   | 8053      |
| 6     | Володимир Буряков | 7894      |
| 7     | Джим Шнур         | 7850      |
| 8     | Сергій Лебедєв    | 7755      |
| 9     | Майк Браун        | 7698      |
| 10    | Джим Вудінг       | 7669      |
| 11    | Джим Гауелл       | 7456      |
| 12    | Джон Сейр         | 6861      |
| 13    | Лейн Маестретті   | 6267      |
| —     | Сергій Желанов    | DNF       |
| —     | Джефф Мон Па      | DNF       |

| Місце | Атлетка             | Результат |
| ----- | ------------------- | --------- |
| 1     | Джейн Фредерік      | 6457 NR   |
| 2     | Валентина Курочкіна | 6359      |
| 3     | Надія Виноградова   | 6228      |
| 4     | Наталія Шубенкова   | 6183      |
| 5     | Джекі Джойнер       | 6126      |
| 6     | Марлін Гармон       | 6030      |
| 7     | Тетяна Потапова     | 6009      |
| 8     | Патсі Вокер         | 5795      |
| 9     | Сьюзан Браунелл     | 5467      |
| п/к   | Рене Ніклс          | 5466      |
| —     | Сінді Грейнер       | DNF       |

## Командний залік

### Основний матч
|                 | СРСР | США |
| --------------- | ---- | --- |
| Чоловіки        | 118  | 100 |
| Жінки           | 89   | 67  |
| Загальний залік | 207  | 167 |

### Матч з багатоборств
|               | СРСР   | США    |
| ------------- | ------ | ------ |
| Десятиборство | 48 125 | 45 663 |
| Семиборство   | 18 770 | 18 614 |

## Відео
- Забіг на 800 метрів серед чоловіків на YouTube